# Martin Schimke
Martin Schimke (* 20. Januar 1959 in Hagen) ist ein ehemaliger deutscher Basketballspieler und Basketballfunktionär sowie Sportrechtler.

## Laufbahn
Schimke gehörte von 1977 bis 1979 sowie von 1981 bis 1983 und 1984 bis 1986 zur Bundesliga-Mannschaft vom SSV Hagen. Zwischenzeitlich spielte er in der Saison 1980/81 für den Hamburger TB in der Bundesliga und zum Abschluss seiner Leistungssportkarriere für den TSV Hagen 1860 in der 2. Basketball-Bundesliga. Ab Ende Oktober 1988 spielte er für den Hamburger Regionalligisten Eidelstedter SV.
Er schaffte den Sprung in die deutsche A-Nationalmannschaft, lief am 1. Juli 1978 beim 121:67 in Dorsten gegen Syrien sowie auf der anschließenden USA-Reise für die bundesdeutsche Mannschaft auf. Zuvor war er auch Junioren- und Bundeswehrnationalspieler. 1975 nahm er mit der deutschen Juniorenauswahl am Albert-Schweitzer-Turnier teil und spielte dort unter anderem gegen die Vereinigten Staaten mit Earvin „Magic“ Johnson.

### Beruf und Funktionärstätigkeiten
Parallel zu seiner Basketballkarriere absolvierte Schimke an den Universitäten Münster und Hamburg ein Studium der Rechtswissenschaft und wurde anschließend als Anwalt tätig. 1990 erlangte er den akademischen Grad des Doktors.
Von Februar 2000 bis August 2003 hatte er das Amt des Geschäftsführers des Bundesligisten Brandt Hagen inne. Von 2008 bis 2010 war Schimke Gesellschafter bei den Giants Düsseldorf.
Schimke war 1998 und 1999 an der Universität Hamburg Lehrbeauftragter für Sportrecht, 1999 wurde er als Richter an den Internationalen Sportgerichtshof in Lausanne berufen.
Von 2001 bis 2008 arbeitete Schimke als Dozent (u. a. für Sportrecht) an der Dortmunder Fachhochschule ISM, von 2006 bis 2009 zudem an der BiTS in Iserlohn. Ab 2007 lehrte er an der Ruhr-Universität Bochum Sportrecht, ab 2008 als Honorarprofessor Sport- und Arbeitsrecht an der Hochschule Fresenius in Köln. Von 2010 bis 2013 war Schimke jeweils im Fach Sportrecht Lehrbeauftragter an der Internationalen Fachhochschule Bad Honnef-Bonn und an der Deutschen Sporthochschule Köln.
Zwischen 1989 und 1999 war Schimke Mitglied im Rechtsausschuss sowie der Anti-Doping-Kommission des Deutschen Basketball Bundes, von 1998 bis 2000 gehörte er zum Schiedsgericht der Deutschen Eishockey Liga. Von Mai 2000 bis August 2003 saß er im Lizenzligaausschuss der Basketball-Bundesliga.
Er ist Mitherausgeber der Zeitschrift für Sport und Recht (SpuRt).